# Featuring...Eazy-E
Featuring...Eazy-E è una raccolta di canzoni in cui il defunto rapper ha collaborato, includendo anche canzoni popolari con il suo gruppo N.W.A. e con canzoni da solista, così come da altri rappers al di fuori del gruppo, essendo simile a una pubblicazione del 1997 della Priority, Featuring...Ice Cube, che è una raccolta di canzoni popolari dell'altro membro degli N.W.A Ice Cube come ospite.
È stato pubblicato per il download digitale con copertina simile e una track list simile dalla Priority Records il 4 dicembre 2007 con il titolo Starring...Eazy-E. I brani 7, 9, 11 e 12 non sono nella versione digitale.

## Tracce
1. Luv 4 Dem Gangsta'z
2. 2 Hard Muthas MC Ren feat Eazy-E
3. Trust No Bitch
4. L.A. Is the Place Ron-De-Vu feat Eazy-E
5. Findum, Fuckum & Flee
6. Get Yo Ride On Mack 10 feat Eazy-E & MC Eiht
7. Black Nigga Killa
8. We Want Eazy (12" Remix)
9. Foe tha Love of $ Bone Thugs-N-Harmony feat Eazy-E
10. I'd Rather Fuck You
11. 24 Hours to Live
12. Boyz-n-the-Hood (G-Mix)
13. Fat Girl
14. Automobile
15. P.S. Phuk U 2
16. Ruthless Villain MC Ren feat Eazy-E